# Suzana Kahn Ribeiro
Suzana Kahn Ribeiro é uma engenheira, professora universitária e cientista brasileira. 
Formou-se em Engenharia Mecânica pela Universidade do Estado do Rio de Janeiro (UERJ), desenvolveu Mestrado em Planejamento Energético e Doutorado em Engenharia de Produção pela Coppe/Universidade Federal do Rio de Janeiro (UFRJ).
Tem desenvolvido destacada atuação em instituições de pesquisa e na política. Foi Subsecretária de Economia Verde e Superintendente de Clima e Mercado de Carbono da Secretaria Estadual do Ambiente do Rio de Janeiro, consultora do Conselho Nacional de Desenvolvimento Científico e Tecnológico (CNPq), membro do Comitê Executivo da iniciativa Global Energy Assessment (GEA), Secretária de Mudanças Climáticas do Ministério do Meio Ambiente entre 2008 e 2010, uma das idealizadoras do Painel Brasileiro de Mudanças Climáticas, onde é presidente do Comitê Científico, e colaborou na elaboração do Primeiro Relatório de Avaliação Nacional sobre Mudanças Climáticas. Participou dos trabalhos do Painel Intergovernamental sobre Mudanças Climáticas (IPCC) que conduziram à publicação do seu Quarto e Quinto Relatório, sendo recipiente, junto com a equipe do IPCC, do Prêmio Nobel da Paz, e desde 2008 uma das vice-presidentes do Grupo de Trabalho III. É também professora titular da UFRJ e, desde julho de 2023, diretora da COPPE/UFRJ. Segundo o cientista Carlos Nobre, 
"Determinada, audaciosa e hábil articuladora, ela conseguiu vencer barreiras atávicas dentro do governo federal, o que resultou na reversão surpreendente da posição histórica do país, com o estabelecimento de metas voluntárias de redução das emissões brasileiras [de gases estufa] até 2020, apresentadas na COP15, em Copenhague, pelo presidente Lula. Além desse fato de primeira grandeza, trabalhou com afinco e competência pela aprovação pelo Congresso Nacional da Política Nacional de Mudanças Climáticas e do Fundo de Mudanças Climáticas. Também, em sua breve estada no Planalto Central, foi uma das idealizadoras do Painel Brasileiro de Mudanças Climáticas, uma espécie de IPCC brasileiro. É nossa grande dama das mudanças climáticas".
Principais obras:
- Novos Combustíveis. E-papers Serviços Editoriais, 2006 (co-autora)
- Transportation And Climate Change. COPPE, 2003 (co-autora)
- Transporte Mais Limpo.Editora da UFRJ, 2003 (co-autora)
- O álcool e o aquecimento global. CNI, 1997
- Climate: South North Paternship On Climate Change And Greenhouse Gas Emissions. ENERGE e UFRJ/COPPE, 1997 (co-autora)
- A Política Nuclear No Brasil. Greenpeace, 1991 (co-autora)